# Anthidiellum coloratulum
Anthidiellum coloratulum là một loài Hymenoptera trong họ Megachilidae. Loài này được Pasteels mô tả khoa học năm 1972.